# L'Expiation (film 1918)
L'Expiation è un film muto del 1918 diretto da Camille de Morlhon.

## Produzione
Il film fu prodotto dalla Pathé Frères.

## Distribuzione
Distribuito dalla Pathé Frères, uscì nelle sale cinematografiche francesi l'8 novembre 1918.